# Baldwinsville
Baldwinsville és una població dels Estats Units a l'estat de Nova York. Segons el cens del 2000 tenia 7.053 habitants.

## Demografia
Segons el cens del 2000, Baldwinsville tenia 7.053 habitants, 2.801 habitatges, i 1.837 famílies. La densitat de població era de 884,1 habitants/km².
Dels 2.801 habitatges en un 34,2% hi vivien nens de menys de 18 anys, en un 50,3% hi vivien parelles casades, en un 11,7% dones solteres, i en un 34,4% no eren unitats familiars. En el 28,9% dels habitatges hi vivien persones soles el 14,7% de les quals corresponia a persones de 65 anys o més que vivien soles. El nombre mitjà de persones vivint en cada habitatge era de 2,46 i el nombre mitjà de persones que vivien en cada família era de 3,05.
Per edats la població es repartia de la següent manera: un 26,6% tenia menys de 18 anys, un 6,6% entre 18 i 24, un 29,5% entre 25 i 44, un 21,7% de 45 a 60 i un 15,7% 65 anys o més.
L'edat mediana era de 37 anys. Per cada 100 dones de 18 o més anys hi havia 82,8 homes.
La renda mediana per habitatge era de 40.143 $ i la renda mediana per família de 51.549 $. Els homes tenien una renda mediana de 37.259 $ mentre que les dones 25.740 $. La renda per capita de la població era de 19.817 $. Entorn del 5,6% de les famílies i el 8,2% de la població estaven per davall del llindar de pobresa.